# Blood // Water
«Blood // Water» es una canción del cantante canadiense Grandson. Fue lanzado como el primer sencillo el 27 de octubre de 2017 a través de Fueled by Ramen. La canción es el sencillo principal de su primer EP de Grandson, A Modern Tragedy Vol. 1.
El 15 de agosto de 2018, la primera presentación televisiva en vivo de "Blood // Water" se emitió en Late Night with Seth Meyers. La revista Billboard describió la actuación como un himno anticapitalista donde "la complacencia no es una opción".

## Composición y letra
Gil Kaufman describió la canción como una "versión pop del rap rock activista de Rage Against the Machine". La canción se interpreta en fa sostenido menor con una mezcla de Camelot 11A. La canción tiene un tempo de 154 latidos por minuto.
En una entrevista de mayo de 2019 con Radio.com, Grandson describió la letra de "Blood // Water" como "el primer plano de una revolución personal, y ha ido creciendo desde entonces. En la gran tradición del rock activista, grandson cut a través de la cultura caótica, instando a la gente a prestar atención".

## Video musical
El video musical de "Blood // Water" fue lanzado el 4 de junio de 2018 para coincidir con el anuncio de su obra extendida debut, A Modern Tragedy Vol. 1. Alex Darus de Alternative Press describió el video musical como "[haciendo referencia a la] idea de familia nuclear de la década de 1950 y [yuxtaponiéndola] con imágenes de políticos que se benefician de problemas como el abuso de medicamentos recetados".

## Lista de canciones
| Descarga digital |                  |          |  |
| N.º              | Título           | Duración |  |
| 1.               | «Blood // Water» | 3:36     |  |

Descarga digital (Remix)
| N.º | Título                              | Duración |  |
| 1.  | «Blood // Water» (AWOLNATION Remix) | 3:48     |  |

| Blood // Edits EP |                                             |          |  |
| N.º               | Título                                      | Duración |  |
| 1.                | «Blood // Water» (Awolnation Remix)         | 3:46     |  |
| 2.                | «Blood // Water» (Tom Morello Remix)        | 3:33     |  |
| 3.                | «Blood // Water» (Krupa Remix)              | 3:42     |  |
| 4.                | «Blood // Water» (King Kavalier Remix)      | 2:59     |  |
| 5.                | «Blood // Water» (22 Bullets & Ghost Remix) | 3:18     |  |

## Posicionamiento en lista
| Lista (2017–18)                             | Posiciones |
| ------------------------------------------- | ---------- |
| Canada Rock (Billboard)                     | 19         |
| US Hot Rock & Alternative Songs (Billboard) | 19         |
| US Rock Airplay (Billboard)                 | 25         |